# Reginald Blomfield
Sir Reginald Theodore Blomfield RA (* 20. Dezember 1856 in Aldington, Kent; † 27. Dezember 1942) war ein britischer Architekt, Gartengestalter und Autor.

## Leben
Blomfield war der Sohn des örtlichen Hauptpfarrers und besuchte die Haileybury School und das Exeter College in Oxford, hier schloss er sein erstes Studium mit einem humanistischen Examen ab. Sein Onkel Sir Arthur Blomfield war Architekt und Reginald Blomfield begann bei ihm mit der Ausbildung. Er studiert Architektur an der Royal Academy of Arts in London, nach einem Auslandsaufenthalt zwischen 1883/84 begann er seine Arbeit in London. Er wurde Sekretär in der Gilde der Kunsthandwerker und der Gesellschaft für bildende Künste.
1892 übte er Kritik an landschaftlich angelegten Gärten, die nach seiner Meinung nur eine Nachahmung der Natur seien. Er verlangte eine künstlerische Durchdringung von Haus und Garten und wollte einen harmonischen Zusammenhang, der durch innere Ordnung, Regelmäßigkeit und einheitlicher Begrünung gekennzeichnet sein sollte.

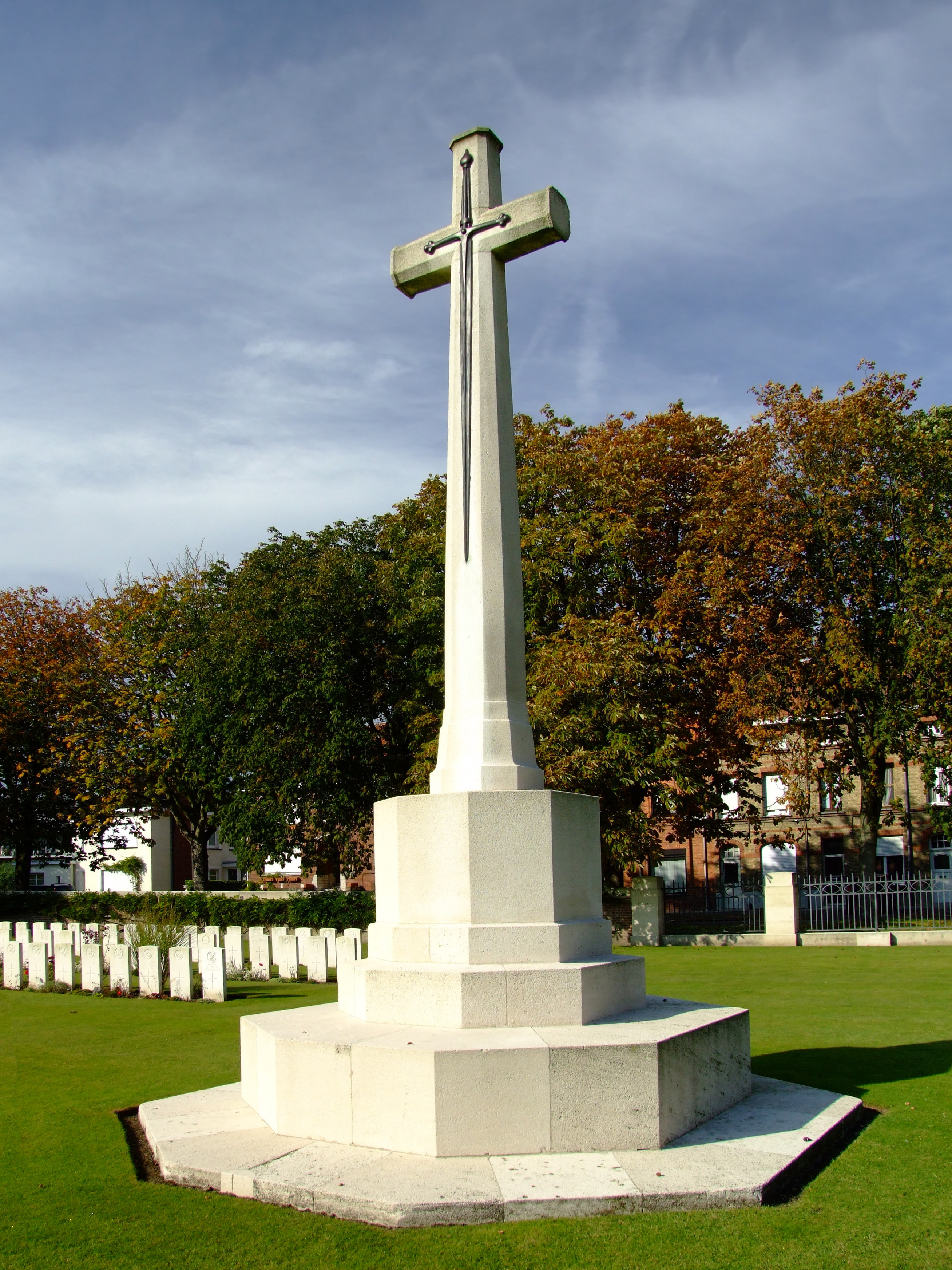
„Cross of Sacrifice“ auf einem Soldatenfriedhof in Ypern (Belgien)

Zu Beginn des Ersten Weltkrieges wurde er als Offizier bei der Registrierung von Gefallenen eingesetzt. Der Initiator der Königlichen Kriegsgräber-Kommission (später: Commonwealth War Graves Commission, CWGC) Sir Fabian Ware, dem Blomfield hier begegnete, überredete ihn 1918 sich an den Entwürfen von Soldatenfriedhöfen zu beteiligen. Das von ihm entworfene „Cross of Sacrifice“ (Hochkreuz mit Langschwert, bekannt auch als Großes Kriegskreuz) schmückt noch heute alle Commonwealth-Soldatenfriedhöfe des Ersten und einige des Zweiten Weltkrieges. Die von ihm bevorzugte, einheitliche und von der Symmetrie beherrschte Gartenbauweise spiegelte sich in den baulichen Ausführungsbestimmungen der CWGC wider.
1919 wurde Blomfield als Knight Bachelor („Sir“) geadelt.

## Gartenbauphilosophie Blomfields
Blomfield lehnte die naturnahe Gestaltung von Gärten ab und plädierte für die Rückbesinnung auf die formalen Gärten des Mittelalters. Für ihn war der Garten eine logische Erweiterung des Hauses und dessen Räume und somit eine Abfolge seiner verschiedenen Funktionen. Sein Gegenspieler, William Robinson, sagte dem streng geometrischen, viktorianischen Garten wiederum den Kampf an und propagierte einen naturalisierten Garten. Schließlich entstand aus der Vereinigung des naturnahen Gartens Robinsons und des formalen Gartens Blomfields der neue englische Garten, deren Hauptvertreter dann Gertrude Jekyll und Edwin Lutyens wurden.

## Ehrungen
- 1905 Wahl und Aufnahme in die Königliche Kunstakademie (Architektur)
- 1906 Ehrenmitglied des Exter College in Oxford
- 1906–1910 war er Professor für Architektur
- 1913 erhielt er vom Königlichen Institut für britische Architektur (R.I.B.A.) die Goldmedaille und wurde 1914 Präsident des R.I.B.A.
- 1914 Wahl zum ordentlichen Mitglied der Royal Academy of Arts[1]
- 1914 Ehrung durch die französische Regierung (Officier de l'Instruction publique)
- 1920 Ehrendoktorwürde der Universität von Liverpool
- 1929 Ehrenmitglied der American Academy of Arts and Letters[2]
- 1932 Assoziiertes Mitglied der Académie royale des Sciences, des Lettres et des Beaux-Arts de Belgique[3]
- 1933 Ehrenmitgliedschaft (Honorary NA) der National Academy of Design in New York[4]

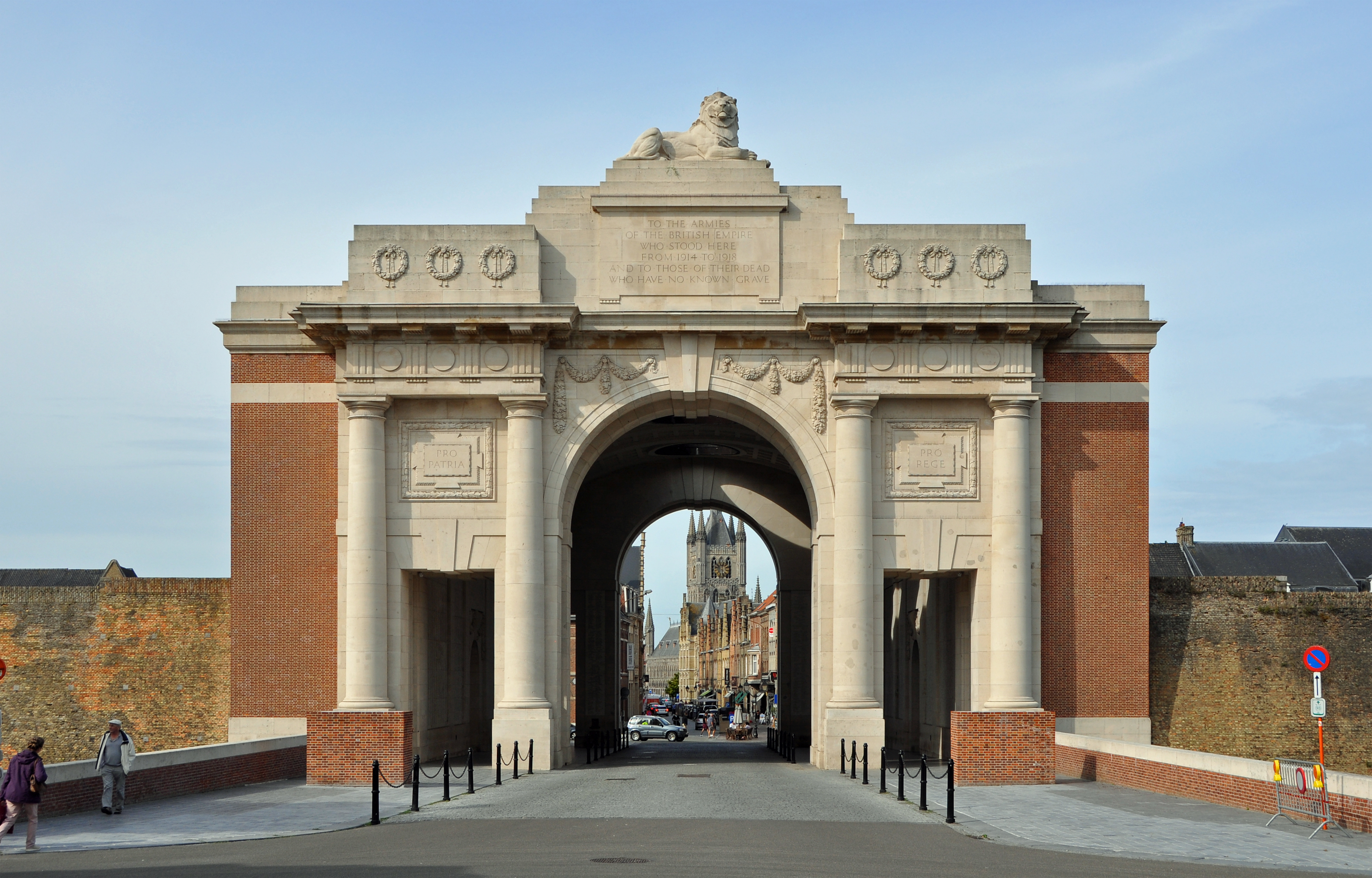
Menenpoort zur Kriegsgräberstätte in Ypern (Belgien)

## Bauwerke (Auswahl)
- 1906 entwarf er seine erste eigenständige Arbeit, den Erweiterungsbau des United University Club an der Pall Mall in London, danach arbeitete er zunächst an seinen eigenen Werken und entwickelte seinen Stil. Im Verlauf der Jahre entwarf er mehrere Bauobjekte, so zum Beispiel:
- 1927 Die Menenpoort ist ein, nach dem Ersten Weltkrieg, in Auftrag gegebenes Denkmal, welches in Ypern als Eingangstor zur Commonwealth Kriegsgräberstätte erbaut wurde. Das Tor trägt die Namen von 54.896 vermissten Soldaten.

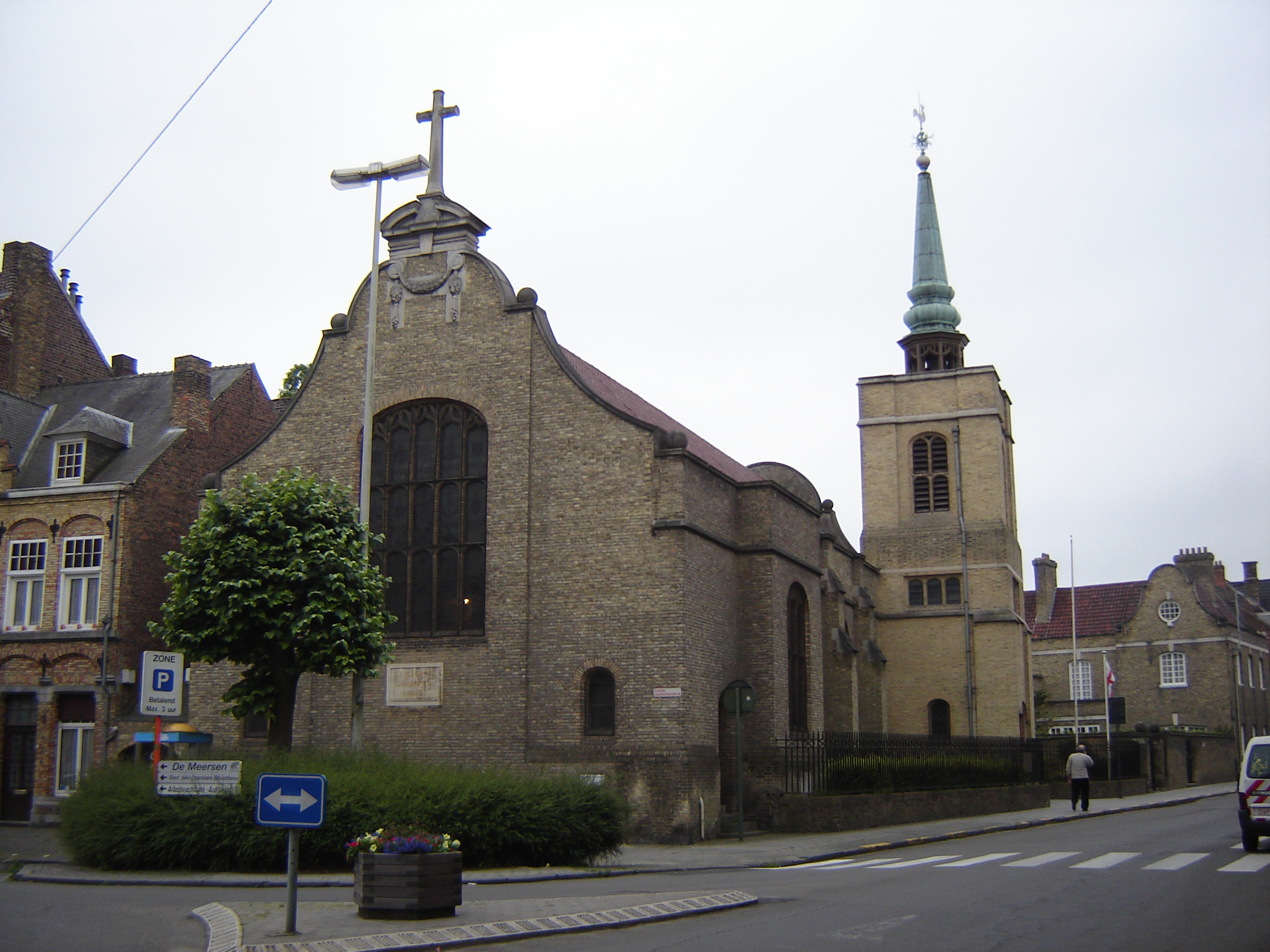
Saint George's Memorial Church

- St. George’s Memorial Church wurde nach seinen Plänen gebaut, diese Gedächtniskirche enthält zahlreiche Erinnerungen an den Ersten Weltkrieg.[5]
- Erneuerung der Lambeth Brücke über die Themse in London
- Lady Margarete College und Halle an der Universität zu Oxford
- Royal Air Force Memorial (Königliche Luftwaffen Denkmal) in London
- Goldsmiths College an der Universität zu London
- 1927 Usher Gallery in Lincoln (Lincolnshire), Kunstsammlung von James Ward Usher (1845–1921)

In den frühen Jahren des 20. Jahrhunderts interessierte sich Blomfield für den Fassadenbau und schuf die für ihn markant einheitliche Gliederung und uniformierte Bauweise, seine Arbeiten sind:

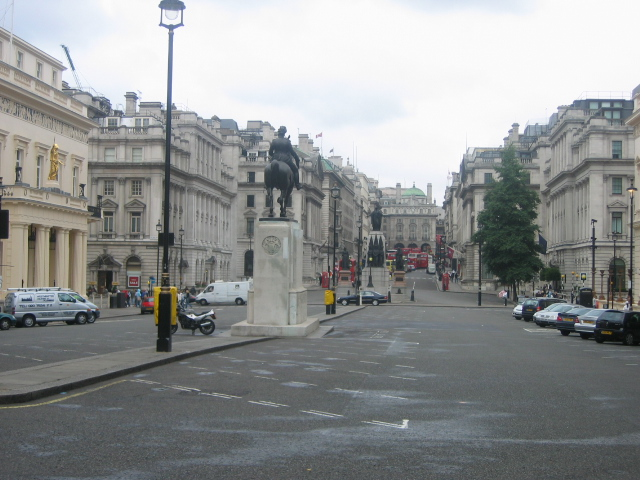
Regent Street in London (Westend)

- 1920 Fassadenbau an der Regent Street einer Haupteinkaufsstraße in London und am Piccadilly Circus
- 1929 Fassadenbau an der Hauptstraße „Headrow“ in Leeds
- Soldatenfriedhof in Contay

## Schriften
- 1908 Schulbuch „The Mistress Art“
- 1892 „The Formal Garden in England“ mit Illustrationen von Inigo Thomas; 1901 die 3. Ausgabe, über die theoretischen Grundlagen des architektonischen Gartens
- 1897 History of Renaissance, über die Architektur in England
- 1921 A History of French Architecture. (4 Bände – umfasst Zeitraum von 1494 bis 1774) Reprint 1973
- 1932 Memoiren eines Architekten
- 1934 Modernismus, gegen die moderne Architektur, wobei er den deutschen, französischen und englischen Baustil streng den Nationen zuordnete.
- 1938 Biographie über „Sebastian Le Preste de Vauban“
- 1940 Biographie über Richard Norman Shaw